# بازآموزی
بازآموزی، فرآیندی آموزشی است که به منظور فراگیری مجدد یک مهارت یا حرفه یا کسب مهارت‌ها و دانش‌های جدید برای همان گروه از کارکنان برگزار می‌شود. این فرایند می‌تواند به عنوان یکی از اولویت‌های راهبردی سازمان‌ها و شرکت‌ها تلقی گردد، چرا که به‌روزرسانی مستمر دانش و توانمندی‌های منابع انسانی، نقش مهمی در جلوگیری از منسوخ شدن مهارت‌ها به واسطهٔ پیشرفت‌های فناوری و محدودیت ظرفیت حافظهٔ انسانی ایفا می‌نماید.
دوره‌های بازآموزی که معمولاً کوتاه‌مدت هستند، با هدف یادآوری مهارت‌های پیشین و حفظ پتانسیل‌های موجود یا به‌روزرسانی و ارتقاء دانش و توانمندی‌ها متناسب با تغییرات و نیازهای روز برگزار می‌شوند. این آموزش‌ها می‌توانند به صورت سالانه یا در بازه‌های زمانی کوتاه‌تر، بسته به حساسیت و ثبات مورد انتظار در وظایف شغلی مرتبط، اجرا گردند.
بازآموزی به عنوان یک اقدام اصلاحی برای کارکنانی که در ارزیابی‌های آموزشی، در یک حوزهٔ خاص فاقد صلاحیت تشخیص داده شده‌اند، مجدداً ارائه می‌شود تا اطمینان حاصل شود که دانش و مهارت‌های مورد نیاز به‌طور کامل در آنان تثبیت شده است.